# خارچتری کوتوله
خارچتری کوتوله (نام علمی: Procottus gurwicii) گونه‌ای از ماهی‌های آب شیرین بومی دریاچه بایکال در جنوب سیبری، روسیه است. این گونه، در سال ۱۹۴۶ هنگامی که یک نمونه نر در آب‌های ساحلی دریاچه در عمق حدود ۹۳ متری پیدا شد، کشف شد. طول کل نمونه ۶٫۲ سانتی‌متر بود.